# 3 Pułk Wojskowej Straży Granicznej
3 Pułk Wojskowej Straży Granicznej – jednostka organizacyjna Wojskowej Straży Granicznej w II Rzeczypospolitej.

## Formowanie i zmiany organizacyjne
Wiosną 1919 Straż Graniczna przeszła pod wyłączną komendę Ministerstwa Spraw Wojskowych. W ramach zmian strukturalnych nastąpiły zmiany w nazwie. Odtąd korpus SG nazywał się Wojskową Strażą Graniczną. Oddziały Wojskowej Straży Granicznej, w terenie podporządkowano w całości Dowództwom Okręgów Generalnych. Stacjonujące we Włocławku dowództwo 3 pułku Wojskowej Straży Granicznej podporządkowane zostało Dowództwu Okręgu Generalnego „Warszawa”, a jego 1 dywizjon Dowództwu Okręgu Generalnego „Łódź”. Inspektorat Wojskowej Straży Granicznej spełniał jedynie funkcje inspektorskie na ogólnych zasadach inspektorów broni. Kontrolował stan wyszkolenia, sprawności i gotowości bojowej. Był też ogniwem łącznikowym pomiędzy odpowiednimi ministerstwami.
14 lipca 1919 ukazało się rozporządzenie ministra spraw wojskowych odnośnie do dyslokacji i reorganizacji oddziałów granicznych. 3 pułk Wojskowej Straży Granicznej przeszedł w rejon DOG Warszawa i rozlokował się na odcinku granicznym od rzeki Omulew do rzeki Ruziec. Zgodnie z tym zarządzeniem, dowództwo pułku przeniesiono z Włocławka do Ciechanowa. Jego I dywizjon przemianowany został na 2 samodzielny dywizjon Wojskowej Straży Granicznej. W zamian za to pułk otrzymał II dywizjon 1 pułku Wojskowej Straży Granicznej, który to został przemianowany na I/3 p WSG.
4 sierpnia 1919 dowódca pułku płk art. Eugeniusz Habich napisał: „Dnia dzisiejszego Sztab powierzonego mi pułku przybył do Ciechanowa i mieści się w koszarach.” W tym czasie zastępcą dowódcy pułku był płk Jan Stankiewicz, funkcję adiutanta pełnił ppor. art. Stefan Korolec. Wraz ze sztabem 3 pułku WSG w ciechanowskich koszarach zakwaterowano 5 szwadron por. Szczepańskiego, który to tak opisał ich stan: „W koszarach, gdzie umieściłem ludzi nic prócz murów i śmieci nie było. Trzeba było znowu przyłożyć starań, aby wszystko doprowadzić do należytego porządku.”
W połowie 1919 Ministerstwo Spraw Wojskowych i Inspektorat Wojskowej Straży Granicznej podjęły przygotowania do przejęcia Pomorza Gdańskiego. W związku z tym zaplanowano też przesunięcia na innych odcinkach granicy. 3 pułk Wojskowej Straży Granicznej miał ochraniać granicę od Mławy do styku granicy Wolnego Miasta Gdańska.
Na dzień 1 stycznia 1920 pułk liczył 46 oficerów, 96 podoficerów, 1370 szeregowców, 192 konie wierzchowe, 56 koni taborowych, 2013 karabinów i 7 karabinów maszynowych. 24 stycznia 1920 3 pułk WSG pełniący służbę na granicy północnej z Prusami Wschodnimi otrzymał rozkaz, aby z dniem 1 lutego zwinął swe pododdziały i skupił je w następujących miejscowościach: dowództwo pułku wraz ze szwadronem szkolnym w Ciechanowie, 1 dywizjon w Mławie, dowództwo 2 dywizjonu oraz 7 i 8 szwadrony w Rypinie, 5 i 6 szwadrony w Zieluniu. W tej postaci wszedł w podporządkowanie dowódcy Frontu Pomorskiego i stanowił jego odwód w czasie przejmowania Pomorza Gdańskiego. Potem pułk został skierowany do obsadzenia granicy z Prusami Wschodnimi na odcinku od Napierek do styku granic Wolnego Miasta Gdańska, Prus Wschodnich i Polski. Dowództwo pułku wraz ze szwadronem szkolnym oraz dowództwem 2 dywizjonu przeniesiono do Grudziądza, a dowództwo 1 dywizjonu do Grodziczna. 1 dywizjon obsadził odcinek granicy od Napierek do linii kolejowej Jabłonowo – Iława. Na zachód od tej linii granicę aż do obszaru Wolnego Miasta obsadził 2 dywizjon. Na północ od 3 pułku granicę z Wolnym Miastem obsadził skierowany z Warszawy 1 samodzielny dywizjon WSG.
3 marca 1920 wiceminister spraw wojskowych generał podporucznik Kazimierz Sosnkowski przemianował dotychczasową formację „Wojskowa Straż Graniczna” na „Strzelców Granicznych”. 11 marca na podstawie rozkazu MSWojsk nr 1926/Organ. pułk zmienił swoją nazwę.

## Służba graniczna
Rozporządzeniem ministra Spraw Wojskowych z 14 lipca 1919 wprowadzono nową organizację i dyslokację oddziałów granicznych. 3 pułk Wojskowej Straży Granicznej przejąć miał odcinek od rzeki Omulew do rzeki Rudziec.
I dywizjon ochraniał odcinek od rzeki Omulew do Dłutowa. Dowództwo dywizjonu rozlokowało się w Mławie. 1 szwadron rozmieszczono w Chorzelach, 2 szwadron przeniesiono z Mławy do Janowa, 3 szwadron pozostawiono w Pepłówku, a 4 szwadron przeniesiono do Krępy.
II dywizjon 3 pułku WSG obsadził granicę na odcinku od Dłutowa do rzeki Ruziec w pobliżu Dobrzynia, Sztab dywizjonu kwaterował w Rypinie. 5 szwadron, po sformowaniu w Ciechanowie, przeniesiono do Zielunia, 6 szwadron kwaterował w Płocicznie, 7 szwadron przeniesiono z Rypina do Osieka, a 8 szwadron pozostawiono w Dobrzyniu.
Tym samym rozporządzeniem nakazano sformowanie przy pułku 3 szwadronu szkolnego WSG.

## Uzbrojenie pułku
Początkowo I dywizjon uzbrojony był przede wszystkim w karabiny francuskie. W maju 1919 jego 3 szwadron dysponował 80 karabinami włoskimi i 40 rosyjskimi. Jeszcze w lipcu 1919 sygnalizowano braki w uzbrojeniu. 20 września posiadano 283 karabiny piechoty systemu Lebel, które w ilości 80 sztuk 26 września 1919 przekazano do sztabu pułku, a 305 szt. wraz z bagnetami i pasami w dniu 30 października 1919 r. przekazano do Składów Artyleryjskich w Warszawie.
Szkoła podoficerska posiadała 33 sztuki francuskich karabinków kawaleryjskich. W 2 szwadronie używano też karabinów francuskich. W grudniu 1919 żołnierze I dywizjonu posiadali na uzbrojeniu 128 sztuk karabinów piechoty i 18 karabinków kawaleryjskich produkcji rosyjskiej, 11 karabinów niemieckich wz. 1898.
Po przegrupowaniu w marcu 1920 do Grudziądza pułk otrzymał karabiny systemu Mannlicher.
W II dywizjonie 30 lipca 1919 było 1112 karabinów, w tym: 11 niemieckich, 146 rosyjskich i 955 francuskich. W lipcu 1919 żołnierze 6 szwadronu zdali karabinki rosyjskie otrzymując w zamian „karabinki kawaleryjskie”. Na początku sierpnia do uzbrojenia II dywizjonu trafiło, przejęte z Departamentu Artylerii, 713 sztuk karabinków kawaleryjskich Lebel, 79 karabinów piechoty tegoż systemu i 4 karabiny maszynowe Hotchkiss. W sierpniu dostarczono jeszcze francuskie karabiny piechoty i 1 karabin maszynowy. We wrześniu dywizjon otrzymał kolejny transport 758 karabinów francuskich. W 7 szwadronie, który został wydzielony do 2 samodzielnego dywizjonu WSG na uzbrojeniu żołnierzy było 152 karabinów niemieckich M.88 i 159 karabinów francuskich.
5 września 1919 stacjonujący w Dobrzyniu n/Wisłą 8 szwadron posiadał 1 karabin maszynowy i 152 karabiny.

## Umundurowanie pułku
W okresie formowania szwadronów wykorzystywano zasoby ze zdobytych magazynów. Żołnierze otrzymali niemieckie umundurowanie, bieliznę, buty. Umundurowanie nie było jednorodne, a dostawy niewystarczające. Brakowało przede wszystkim obuwia i płaszczy. Oficerowie sztabu pułku posiadali płaszcze amerykańskie. Część oficerów otrzymała mundury żołnierskie z amerykańskich dostaw. Płaszcze szyte na wymiar wykonywane były niekoniecznie według wzoru zatwierdzonego przez MSWojsk.
W sierpniu 1919, z dostaw intendentury, pułk otrzymał 18 bluz i spodni oraz 18 owijaczy, 36 par skarpet i 36 kalesonów amerykańskich. We wrześniu II dywizjonowi przydzielono 348 kalesonów, 169 owijaczy i 181 skarpet amerykańskich, 165 koców polskich i 690 chlebaków „hallerowskich”. Niejednolitość umundurowania powodowała, że żołnierze „upiększali” mundury. Oficerowie często zakładali akselbanty adjutanckie, a podoficerowie i szeregowi naszywali na spodnie lampasy.

## Struktura organizacyjna pułku
| Rozmieszczenie 3 p WSG we Włocławku na dzień 17 kwietnia 1919 (4/15) | Rozmieszczenie 3 p WSG we Włocławku na dzień 17 kwietnia 1919 (4/15) | Rozmieszczenie 3 p WSG we Włocławku na dzień 17 kwietnia 1919 (4/15) | Rozmieszczenie 3 p WSG we Włocławku na dzień 17 kwietnia 1919 (4/15) | Rozmieszczenie 3 p WSG we Włocławku na dzień 17 kwietnia 1919 (4/15) | Rozmieszczenie 3 p WSG we Włocławku na dzień 17 kwietnia 1919 (4/15) | Rozmieszczenie 3 p WSG we Włocławku na dzień 17 kwietnia 1919 (4/15) | Rozmieszczenie 3 p WSG we Włocławku na dzień 17 kwietnia 1919 (4/15) | Rozmieszczenie 3 p WSG we Włocławku na dzień 17 kwietnia 1919 (4/15) |
| I/3 pWSG w Aleksandrowie (3/45)                                      | I/3 pWSG w Aleksandrowie (3/45)                                      | I/3 pWSG w Aleksandrowie (3/45)                                      | I/3 pWSG w Aleksandrowie (3/45)                                      | I/3 pWSG w Aleksandrowie (3/45)                                      | II/3 pWSG w Rypinie (4/32)                                           | II/3 pWSG w Rypinie (4/32)                                           | II/3 pWSG w Rypinie (4/32)                                           | II/3 pWSG w Rypinie (4/32)                                           |
| -------------------------------------------------------------------- | -------------------------------------------------------------------- | -------------------------------------------------------------------- | -------------------------------------------------------------------- | -------------------------------------------------------------------- | -------------------------------------------------------------------- | -------------------------------------------------------------------- | -------------------------------------------------------------------- | -------------------------------------------------------------------- |
| szwadrony                                                            | 1. Aleksandrów (4/197)                                               | 2. Służewo (3/197)                                                   | 3. Warszawa (4/197)                                                  | 4. Aleksandrów (3/197)                                               | 5. Płociczno (2/172)                                                 | 6. Dobrzyń (2/166)                                                   | 7. Lubicz (2/151)                                                    | 8. Rypin (2/202)                                                     |
| Rozmieszczenie 3 p WSG w Ciechanowie w lipcu 1919                    |                                                                      |                                                                      |                                                                      |                                                                      |                                                                      |                                                                      |                                                                      |                                                                      |
| I/3 pWSG w Mławie                                                    | I/3 pWSG w Mławie                                                    | I/3 pWSG w Mławie                                                    | I/3 pWSG w Mławie                                                    | I/3 pWSG w Mławie                                                    | II/3 pWSG w Rypinie                                                  | II/3 pWSG w Rypinie                                                  | II/3 pWSG w Rypinie                                                  | II/3 pWSG w Rypinie                                                  |
| szwadrony                                                            | 1. Chorzele                                                          | 2. Janowo                                                            | 3. Pepłówek                                                          | 4. Krępa                                                             | 5. Zieluń                                                            | 6. Płociczno                                                         | 7. Osiek                                                             | 8. Dobrzyń                                                           |
| Rozmieszczenie 3 p WSG w Ciechanowie na dzień 25 stycznia 1920       |                                                                      |                                                                      |                                                                      |                                                                      |                                                                      |                                                                      |                                                                      |                                                                      |
| I/3 pWSG w Mławie                                                    | I/3 pWSG w Mławie                                                    | I/3 pWSG w Mławie                                                    | I/3 pWSG w Mławie                                                    | I/3 pWSG w Mławie                                                    | II/3 pWSG w Rypinie                                                  | II/3 pWSG w Rypinie                                                  | II/3 pWSG w Rypinie                                                  | II/3 pWSG w Rypinie                                                  |
| szwadrony                                                            | 1. Chorzele                                                          | 2. Janowo                                                            | 3. Pepłówek                                                          | 4. Krępa                                                             | 5. Zieluń                                                            | 6. Płociczno                                                         | 7. Osiek                                                             | 8. Dobrzyń                                                           |
| placówki                                                             | Zaręby                                                               | Gołębie                                                              | Ruda                                                                 | Lewiczyn                                                             | Zdrojek                                                              | Konopaty Z                                                           | Gałkowo                                                              | Pachta…                                                              |
| placówki                                                             | Chorzele                                                             | Leśniki                                                              | Mławka                                                               | Krępa                                                                | Niek                                                                 | Płociczno                                                            | Osiek                                                                | Dobrzyń                                                              |
| placówki                                                             | Wasiły                                                               | Janowiec                                                             | Piekiełko                                                            | Józefowo                                                             | Wylazłów                                                             | Wygoda                                                               | Rokitnica                                                            | Pólka M                                                              |
| placówki                                                             | Wólka                                                                | Zdzięty                                                              | Uniszki?                                                             | Petrykozy?                                                           | Ruda                                                                 | Baraki                                                               | Cichosz                                                              | Pólka D                                                              |
| placówki                                                             | Ryki                                                                 | Leśniewo                                                             | Pepłówek                                                             | Gnojno                                                               | Lubowidz                                                             | Wierzchownia                                                         | ..tki Duże                                                           | Tomkowo                                                              |
| placówki                                                             |                                                                      | Trząski                                                              | Bonisław                                                             | Gnojenko                                                             | Konopaty W                                                           | Karwo                                                                | komora Osiek                                                         | Smolniki                                                             |
| placówki                                                             |                                                                      | Smolany?                                                             |                                                                      | Gruszka                                                              | Zieluń                                                               | Księte                                                               |                                                                      | Białkowo                                                             |
| placówki                                                             |                                                                      | Giewarty                                                             |                                                                      |                                                                      |                                                                      | Rudki                                                                |                                                                      |                                                                      |
| placówki                                                             |                                                                      | Janowo                                                               |                                                                      |                                                                      |                                                                      | Szczutowo                                                            |                                                                      |                                                                      |
| placówki                                                             |                                                                      |                                                                      |                                                                      |                                                                      | Cieńkusz?                                                            |                                                                      |                                                                      |                                                                      |

## Żołnierze pułku
Dowódcy pułku
- płk Eugeniusz Habich[22]

Obsada personalna pułku 7 października 1919:
- dowódca pułku – płk Eugeniusz Habich
  - zastępca dowódcy pułku – płk Jan Stankiewicz
  - adiutant pułku – ppor. Stefan Korolec[n]
- dowódca I dywizjonu – kpt. Edmund Lubański
  - dowódca 1 szwadronu – kpt. Adam Lubiński
  - dowódca 2 szwadronu – kpt. Artur Ozog
  - dowódca 3 szwadronu – por. Edward Limanowski
  - dowódca 4 szwadronu – ppor. Jan Ursyn Zamarajew
- dowódca II dywizjonu – mjr Kazimierz Sokołowski
  - dowódca 5 szwadronu – por. Zdzisław Szczepański
  - dowódca 6 szwadronu – por. Karol Padarewski
  - dowódca 7 szwadronu – por. Stefan Nackiewicz
  - dowódca 8 szwadronu – ppor. Antoni Macherski